# NCsoft
NCsoft är ett sydkoreanskt företag baserat i Seoul, Sydkorea. Företaget är mest känd för online-rollspelen Lineage och Guild Wars, som båda fått uppföljare.

## Bakgrund
NCsoft grundades i mars 1997 av T.J. Kim, en utvecklare och grundaren av ordbehandlaren Hangul. En av företagets första produkter var programmvaran NC HTML Editor. Senare i september 1998 lanserade företaget Lineage, vilket kom att bli en succé i Korea med 100 000 användare första gången i december 2000. Succén ledde till att spelet började så småningom även spridas till Taiwan, Kina, Japan och USA.
I april 2001 fick företaget ett dotterbolag, NC Interactive i Austin, Texas efter en överenskommelse Destination Games och dess grundare, Richard Garriott. Detta ledde till att en av NCsofts programmerare Jake Song bestämde sig för att arbeta med NC Interactive.
I juli 2004 grundades NC Europe, ett annat dotterbolag, vars huvudkvarter i Brighton, England. De låg bakom spelet City of Heroes, som lanserades den 4 februari 2005 och utvecklade även ett par nya servrar i uppföljaren till den första spelet, Lineage II.
På E3 2007 meddelade man att företaget skulle utveckla spel exklusivt till PlayStation 3.
Den 10 september 2008 meddelade man om ett annat dotterbolag, NC West, som planerade att grunda ett huvudkvarter i Seattle, Washington.

## Spel
- Auto Assault
- Blade & Soul
- City of Heroes
- Guild Wars
  - Guild Wars: Factions
  - Guild Wars: Nightfall
  - Guild Wars: Eye of the North
- Guild Wars 2
- Lineage
  - Lineage II
- Aion
- WildStar